# Jonathan Winters
Jonathan Harshman Winters III (Dayton (Ohio), 11 de novembro de 1925 - Montecito, 11 de abril de 2013) foi um comediante e ator americano.
Tornou-se popular no programa da ABC ‘Mork and Mindy’, a partir de 1981. Antes, na década de 1950, entrou em shows populares como ‘And Here’s the Show’ ou ‘The NBC Comedy Hour’. Em 1991, Winters foi premiado com o Emmy de melhor ator secundário pelo seu desempenho no seriado Davis Rules.
Além da presença em comédias, deu ainda a voz a personagens de desenhados animados, nomeadamente ‘Os Smurfs’. É célebre seu personagem Lennie Pike em It's a Mad, Mad, Mad, Mad World.